# Лејк Освиго (Орегон)
Лејк Освиго (енгл. Lake Oswego) град је у америчкој савезној држави Орегон.

## Демографија
По попису из 2010. године број становника је 36.619, што је 1.341 (3,8%) становника више него 2000. године.
| Група             | 2000.          | 2010.          |
| Белци             | 31.642 (89,7%) | 31.815 (86,9%) |
| Афроамериканци    | 226 (0,6%)     | 264 (0,7%)     |
| Азијати           | 1.612 (4,6%)   | 2.056 (5,6%)   |
| Хиспаноамериканци | 820 (2,3%)     | 1.356 (3,7%)   |
| Укупно            | 35.278         | 36.619         |